# Christmas for You (album Thomasa Andersa)
Christmas for You – dwunasty album niemieckiego piosenkarza Thomasa Andersa, wydany 16 listopada 2012 roku. Jest to album świąteczny z okazji Bożego Narodzenia.

## Lista utworów
| Nr  | Tytuł utworu                               | Długość |
| --- | ------------------------------------------ | ------- |
| 1.  | „It Must Have Been The Mistletoe”          | 3:05    |
| 2.  | „Christmas Is Just Around The Corner”      | 2:43    |
| 3.  | „Sleigh Ride”                              | 2:41    |
| 4.  | „The Christmas Song”                       | 3:13    |
| 5.  | „It's The Most Wonderful Time Of The Year” | 3:37    |
| 6.  | „Last Christmas”                           | 4:29    |
| 7.  | „Silverbells”                              | 3:56    |
| 8.  | „It's Christmas Time”                      | 3:17    |
| 9.  | „Kisses For Christmas”                     | 3:11    |
| 10. | „Can You Hear The Snowflakes Falling”      | 1:56    |
| 11. | „Have Yourself A Merry Little Christmas”   | 2:46    |
| 12. | „A Christmas Love Song”                    | 3:33    |
| 13. | „I'll Be Home For Christmas”               | 3:52    |
| 14. | „Silent Night”                             | 3:40    |
| 15. | „It's Just Another New Year's Eve”         | 3:39    |
| 16. | „Der Tannenbaum”                           | 21:03   |
| 17. | „Knecht Ruprecht”                          | 1:47    |
| 18. | „Marry You”                                | 2:42    |
| 19. | „Stille Nacht”                             | 3:39    |
|     |                                            | 1:18:49 |